# بورغفيلدستاند
بورغفيلدستاند (بالإنجليزية: Burgfeldstand)‏ هو أحد جبال سلسلة جبال الألب إيمينتال ويقع في كانتون برن في سويسرا. يحتل المرتبة رقم 373 في قائمة جبال سويسرا من حيث الارتفاع، إذ يبلغ ارتفاعه حوالي 2063 متر، بينما يبلغ ارتفاع نتوء الجبل 508 متر.